# 北村匡登
北村 匡登（きたむら まさと、1889年（明治22年）10月15日 - 1985年（昭和60年））は、日本の政治家。長野県更埴市長。

## 経歴
長野県埴科郡屋代町（現千曲市）生まれ。1907年（明治40年）旧制長野中学（現長野県長野高等学校）卒業。屋代町役場に入り、税務官吏を経て1922年（大正11年）第六十三国立銀行入行。のち八十二銀行篠ノ井支店長を経て1945年（昭和20年）に退職した。
1942年（昭和17年）屋代町会議員に就任。同議長、農業協同組合監事なども務め、1953年（昭和28年）6月、屋代町長に当選。2町2村による「更埴中部市制」実現を掲げ研究協議会を設置し、更埴市の誕生に貢献した。
1959年（昭和34年）7月、初代更埴市長に就任し、1963年（昭和38年）7月まで1期在任した。新市発足当初は分市運動が活発であったが、粘り強く解決し、中学校の統廃合や県営・市営住宅の建設、文化財の調査などにあたり、更埴市の基礎を固めた。

## 栄典
- 1964年 紺綬褒章
- 1967年 勲六等単光旭日章受章
- 1971年 東京高等裁判所長官表彰